# Union sportive ferralaise XIII
Maillots
L'Union Sportive Ferralaise XIII dit US Ferrals XIII est un club de rugby à XIII français basé à Ferrals-les-Corbières. L'équipe première évolue en Championnat de France de deuxième division d'« Elite 2 » et sert d'équipe réserve du FC Lézignan qui évolue en Championnat de France de première division.
Le club est parvenu une fois en finale de deuxième division en 1977, et a remporté à deux reprises le titre de Champion de France de troisième division en 2015 et 2016.

## Histoire
Dernièrement, le club a réalisé en troisième division des performances lui permettant de prétendre à une intégration en deuxième division dite « Élite 2 ». Lors du congrès de la Fédération Française à Montpellier, il est décidé d'approuver la montée en deuxième division de l'US Ferrals à partir de la saison 2016-2017,.

## Palmarès
| Championnat de France de 2e division     | Championnat de France de 3e division                   |
| ---------------------------------------- | ------------------------------------------------------ |
| - Champion (0) : - Finaliste (1) : 1977. | - Champion (2) : 2015 et 2016. - Finaliste (1) : 1972. |

## Bilan du club toutes saisons et toutes compétitions confondues
| Année                                       | Année                                       | Saison régulière                            | Saison régulière                            | Saison régulière                            | Saison régulière                            | Saison régulière                            | Saison régulière                            | Saison régulière                            | Saison régulière                            | Phase finale                                | Phase finale                                | Phase finale                                | Phase finale                                | Phase finale                                | Phase finale                                | Phase finale                                | Coupe              |
| Année                                       | Année                                       | Class.                                      | Points                                      | MJ                                          | V.                                          | N.                                          | D.                                          | Pp.                                         | Pc.                                         | Perf.                                       | MJ                                          | V.                                          | N.                                          | D.                                          | Pp.                                         | Pc.                                         | Performance        |
| Championnat de France de deuxième division  | Championnat de France de deuxième division  | Championnat de France de deuxième division  | Championnat de France de deuxième division  | Championnat de France de deuxième division  | Championnat de France de deuxième division  | Championnat de France de deuxième division  | Championnat de France de deuxième division  | Championnat de France de deuxième division  | Championnat de France de deuxième division  | Championnat de France de deuxième division  | Championnat de France de deuxième division  | Championnat de France de deuxième division  | Championnat de France de deuxième division  | Championnat de France de deuxième division  | Championnat de France de deuxième division  | Championnat de France de deuxième division  | Coupe de France    |
| 2018                                        | 2018                                        | 8e                                          | 21                                          | 18                                          | 5                                           | 1                                           | 12                                          | 378                                         | 555                                         | Non qualifié                                | 0                                           | 0                                           | 0                                           | 0                                           | 0                                           | 0                                           | Huitième-de-finale |
| 2019                                        | 2019                                        | 8e                                          | 30                                          | 22                                          | 8                                           | 1                                           | 13                                          | 522                                         | 598                                         | Non qualifié                                | 0                                           | 0                                           | 0                                           | 0                                           | 0                                           | 0                                           | Seizième-de-finale |
| Championnat de France de troisième division | Championnat de France de troisième division | Championnat de France de troisième division | Championnat de France de troisième division | Championnat de France de troisième division | Championnat de France de troisième division | Championnat de France de troisième division | Championnat de France de troisième division | Championnat de France de troisième division | Championnat de France de troisième division | Championnat de France de troisième division | Championnat de France de troisième division | Championnat de France de troisième division | Championnat de France de troisième division | Championnat de France de troisième division | Championnat de France de troisième division | Championnat de France de troisième division | Coupe de France    |
| 2020                                        | 2020                                        | en cours                                    | 0                                           | 0                                           | 0                                           | 0                                           | 0                                           | 0                                           | 0                                           | -                                           | 0                                           | 0                                           | 0                                           | 0                                           | 0                                           | 0                                           | Seizième de finale |